# Späthelladikum
Der Ausdruck Späthelladikum (oder späthelladische Periode) bezeichnet die Späte Bronzezeit des griechischen Festlands. Diese Periode deckt die Zeit von ca. 1600 v. Chr. bis ca. 1050 v. Chr. ab. Sie entspricht damit in weiten Teilen des griechischen Festlandes den Perioden der mykenischen Zeit.

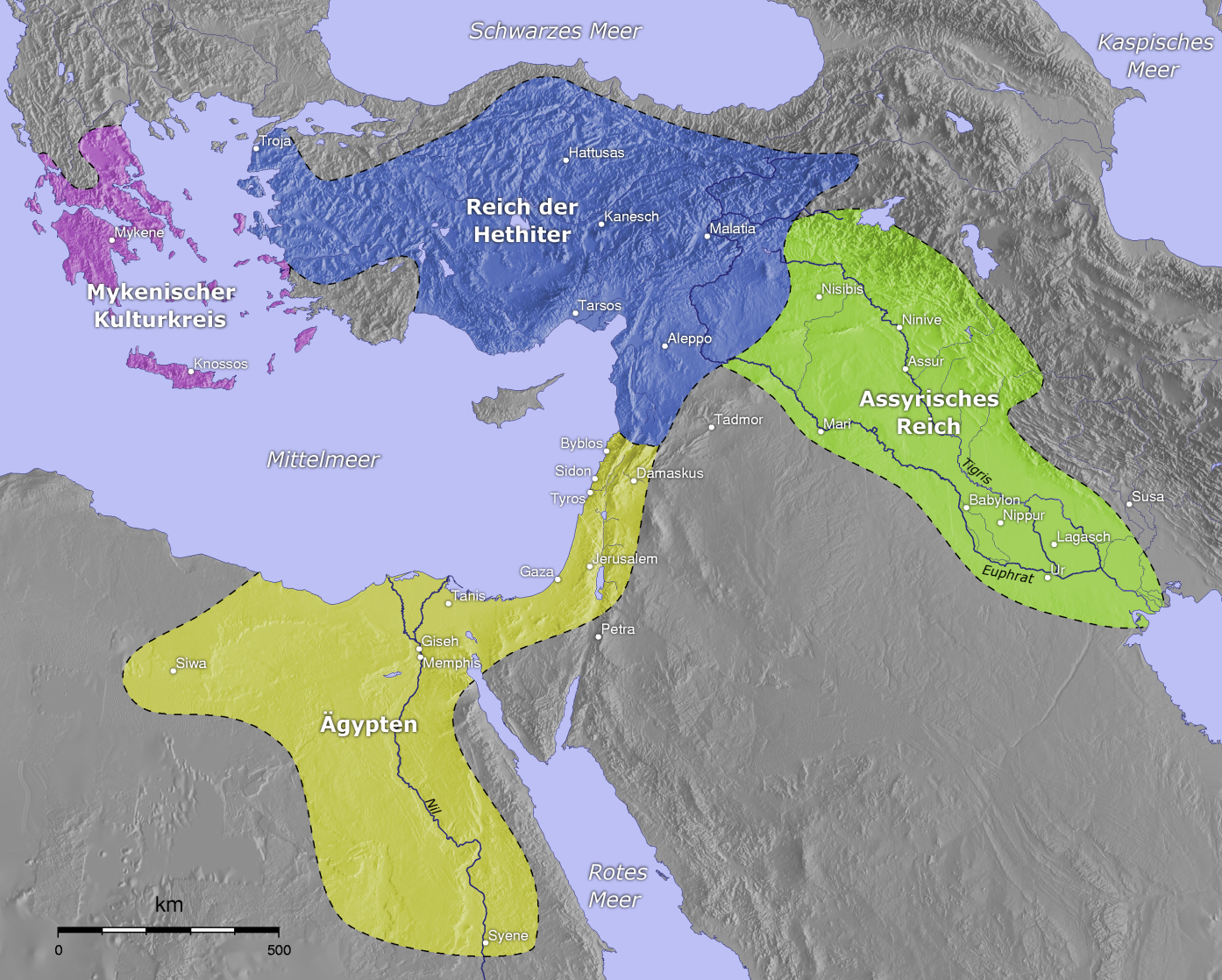
Das östliche Mittelmeer mit Kleinasien, Mesopotamien, Balkanhalbinsel und Ägypten ca. 1400 v. Chr. (Späthelladisch II bis III) und den dominierenden Kulturen in ihren ungefähren Ausbreitungen

Das Späthelladikum wird in folgende Abschnitte unterteilt:
| Späthelladisch I (abgekürzt: SH I): | ca. 1600–1525/00 v. Chr. |
| Späthelladisch II (SH II):          | ca. 1525/00–1400 v. Chr. |
| Späthelladisch III A (SH IIIA):     | ca. 1400–1340/15 v. Chr. |
| Späthelladisch III B (SH IIIB):     | ca. 1340/15–1190 v. Chr. |
| Späthelladisch III C (SH IIIC):     | ca. 1190–1050 v. Chr.    |

Innerhalb dieser Abschnitte gibt es weitere Unterteilungen, die anhand der Keramikstile unterschieden worden sind, z. B. SH IIA oder SH IIIC mittel.
Die angegebenen Daten basieren auf der traditionellen Chronologie, die sich an der ägyptischen Chronologie orientiert. Synchronismen mit dieser ergeben sich durch Vergesellschaftungen von Funden späthelladischen Materials mit zeitgleichen, datierbaren ägyptischen Artefakten. Neuere, durch naturwissenschaftliche Methoden gewonnene – aber nicht unumstrittene – Daten, insbesondere im Zusammenhang mit dem bronzezeitlichen Vulkanausbruch auf Santorin, der nach diesen ungefähr ein Jahrhundert früher als bisher angenommen wurde, stattgefunden hat (siehe die ausführliche Behandlung bei Minoische Eruption), führen dazu, dass ein Teil der Forschung insbesondere die frühen Phasen des Späthelladikums deutlich früher ansetzt. Danach begann das Späthelladikum bereits um 1700 v. Chr. und auch der Beginn des Späthelladikums II wird früher angesetzt. Ab dem Späthelladikum III A weichen die Daten beider Chronologiesysteme aber höchstens noch geringfügig voneinander ab (siehe zu dieser Problematik auch den ausführlichen Abschnitt Bedeutung und Datierung im Artikel „Minoische Eruption“).
Das Späthelladikum steht ganz unter dem Zeichen der mykenischen Kultur, der ersten Hochkultur des europäischen Festlands. Im Gegensatz zu den Trägern der minoischen Kultur sprachen die Bewohner des griechischen Festlands eine alte Form des Griechischen, das Mykenische Griechisch.
Die mykenische Kultur tritt fast unvermittelt kurz vor 1600 v. Chr. hervor, in Form von sehr reich ausgestatteten Schachtgräbern in Mykene. Auch in einigen anderen Gegenden Südgriechenlands werden Tote bald mit sehr reichen Grabbeigaben bestattet, so in Lakonien und etwas später in Messenien. Außerdem ist zu Beginn des Späthelladikums erstmals mykenische Keramik nachweisbar, die zunächst sehr stark von der minoischen Keramik beeinflusst ist. Sie ist hellgrundig mit schwarzfiguriger Bemalung und löst allmählich die mittelhelladische graue minysche Keramik und die mattbemalte Keramik ab, die allerdings im Späthelladikum I in einigen Regionen, vor allem Mittelgriechenlands, noch dominiert, bevor sich auch dort im Laufe des Späthelladikums II Keramik in mykenischem Stil durchsetzt.
Neben der Übernahme vieler mittelhelladischer Traditionen wird die mykenische Kultur zunächst auch durch starke minoische Einflüsse geprägt. Kontakte gibt es aber nicht nur mit Kreta, sondern auch mit Ägypten. In der Periode SH II werden die Schachtgräber teilweise von Tholos-Gräbern (Kuppelgräbern) abgelöst. In dieser Phase wird Kreta von mykenischen Griechen (um 1450 v. Chr.) erobert. Auch viele ägäischen Inseln, zuvor zumindest im Einflussbereich der Minoer, werden von nun an mykenisch beherrscht und minoische Siedlungen auf Rhodos (Ialysos) sowie an der kleinasiatischen Küste (Milet, Iasos) sind ab dem späten 15. Jahrhundert v. Chr. eindeutig mykenisch geprägt. In den Verwaltungszentren der mykenischen Welt (s. mykenische Palastzeit) wurde die Linear-B-Schrift benutzt, die sich aus der kretischen Linear-A-Schrift ableitet.
Kurz nach 1200 v. Chr. (zu Beginn von SH III C, bzw. am Übergang von SH III B zu SH III C) wurden viele Siedlungen zerstört, darunter auch die mykenischen Palastzentren. Die Gesellschaftsstrukturen brachen zusammen (dunkle Zeit), weil von den mykenischen Palästen die gesamte Wirtschaft zentral koordiniert und kontrolliert wurde (s. Palastwirtschaft). Weiterhin scheint es in der Folge gewichtige demographische Veränderungen gegeben zu haben. Einige Siedlungen oder Landstriche wurden ganz verlassen (z. B. Pylos), bei anderen nimmt die Bevölkerung ab. Anderenorts scheint die Bevölkerung in der Zeit sogar zugenommen zu haben (Tiryns). Im Laufe der Phase SH III C entstanden Siedlungen zum Teil an unwirtlichen, aber gut geschützten Orten. Ferner gab es in dieser Phase lokal immer wieder Zerstörungen. Offenbar war das 12. Jahrhundert v. Chr. in Griechenland eine sehr unruhige und unsichere Zeit (siehe auch Seevölker). 
Die Ursachen für diese Umwälzungen sind nach wie vor umstritten und bislang ungeklärt. Die früher oft vertretene Theorie, die eine massive, gewaltsame Einwanderung der Dorer (s. Dorische Wanderung) für die Zerstörungen am Übergang um 1200 v. Chr. verantwortlich machte, kann aber ziemlich sicher ausgeschlossen werden. Denn in der Phase SH III C setzt sich die mykenische Kultur – wenn auch auf niedrigerem Niveau – eindeutig fort. Vor allem in der mykenischen Keramik wird die Tradition bruchlos fortgesetzt.
Zwischen ca. 1075 und 1050 v. Chr. geht die Periode SH III C in zumindest vielen Regionen Griechenlands in die submykenische Periode (s. auch Submykenische Keramik) und dann in die protogeometrische Periode über. Ab dieser Zeit (spätes 11. Jahrhundert v. Chr.) kommt die Eisenverarbeitung in Griechenland auf. Daher wird der Beginn der protogeometrischen Periode auch als Beginn der Eisenzeit Griechenlands definiert. Vermutlich wanderten während dieser Übergangsphase die Dorer nach Mittel- und Südgriechenland.